# Mirage (Scarlet Pleasure-EP)
 For alternative betydninger, se Mirage (flertydig). (Se også artikler, som begynder med Mirage)
Mirage er den første EP udgivet af Scarlet Pleasure. Det blev udgivet den 22. september 2014 og består af syv sange.

## Spor
| #  | Titel                       | Længde |
| -- | --------------------------- | ------ |
| 1. | "The Strip"                 | 3:34   |
| 2. | "Caramel"                   | 3:17   |
| 3. | "Windy"                     | 3:25   |
| 4. | "Under the Palm Trees"      | 3:20   |
| 5. | "Elevator Love / Acid Rain" | 1:19   |
| 6. | "Nightcap (The One)"        | 3:57   |
| 7. | "Mirage"                    | 4:29   |